# Дуртмунчинское сельское поселение
Дуртмунчинское се́льское поселе́ние — муниципальное образование в Заинском районе Татарстана Российской Федерации.
Административный центр — село Дурт-Мунча.

## История
Статус и границы сельского поселения установлены Законом Республики Татарстан от 31 января 2005 года № 23-ЗРТ «Об установлении границ территорий и статусе муниципального образования "Заинский муниципальный район" и муниципальных образований в его составе».

## Население
| 2010 | 2011 | 2012 | 2013 | 2014 | 2015 | 2016 |
| ---- | ---- | ---- | ---- | ---- | ---- | ---- |
| 617  | →617 | ↘616 | ↘602 | ↘573 | ↘562 | →562 |
| 2017 | 2018 |      |      |      |      |      |
| ↘547 | ↘531 |      |      |      |      |      |

## Состав сельского поселения
| № | Населённый пункт | Тип населённого пункта       | Население |
| - | ---------------- | ---------------------------- | --------- |
| 1 | Дурт-Мунча       | село, административный центр | 338       |
| 2 | Зычебаш          | село                         | 150       |
| 3 | Кабан-Бастрык    | деревня                      | 112       |